# Blain
Blain är en kommun i departementet Loire-Atlantique i regionen Pays de la Loire i nordvästra Frankrike. Kommunen ligger i kantonen Blain som tillhör arrondissementet Châteaubriant. År 2022 hade Blain 10 352 invånare.
På bretonska heter kommunen Blaen.

## Befolkningsutveckling
Antalet invånare i kommunen Blain
| Referens: INSEE |